# Stanisław Gałeczka
Stanisław Gałeczka (ur. 16 grudnia 1933 w Nieradzie, zm. październik 2013) – polski górnik i polityk, poseł na Sejm X kadencji (1989–1991).

## Życiorys
Z zawodu inżynier górnik, ukończył w 1961 studia na Politechnice Śląskiej. Przez ponad 50 lat pracował w górnictwie, początkowo w Dyrekcji Przemysłu Torfowego w Elblągu, a następnie od 1956 w kopalniach węgla kamiennego „Bolesław Śmiały”, „Murcki” i „Ziemowit”, których był dyrektorem.
W 1953 wstąpił do Polskiej Zjednoczonej Partii Robotniczej, był członkiem egzekutywy komitetu miejskiego PZPR w Łaziskach Górnych i komitetu zakładowego PZPR w KWK „Bolesław Śmiały”. Z ramienia partii w wyborach w 1989 uzyskał mandat posła na Sejm kontraktowy, został wybrany w okręgu tyskim. Na koniec kadencji należał do Parlamentarnego Klubu Lewicy Demokratycznej, zasiadał w Komisji Polityki Gospodarczej, Budżetu i Finansów. Po zakończeniu pracy w parlamencie zajął się prowadzeniem własnej działalności gospodarczej w ramach spółek prawa handlowego. W późniejszych latach związany z Sojuszem Lewicy Demokratycznej, kandydował z ramienia tej partii w wyborach samorządowych w 2002 do rady powiatu mikołowskiego.

## Odznaczenia
- Order Sztandaru Pracy I klasy (1985)
- Krzyż Komandorski Orderu Odrodzenia Polski (1975)
- Medal 40-lecia Polski Ludowej (1984)
- Medal 30-lecia Polski Ludowej (1974)[4]